# Navalho
Navalho é uma povoação portuguesa do Município de Mirandela que foi sede da extinta Freguesia de Navalho, freguesia que tinha 8,56 km² de área e 96 habitantes (2011), e, por isso, uma densidade populacional de 11,2 hab/km².
A Freguesia de Navalho foi extinta (agregada) pela reorganização administrativa de 2012/2013, tendo o seu território sido agregado ao das Freguesias de Avidagos e de Pereira para criar a União de Freguesias de Avidagos, Navalho e Pereira.

## População
| População da freguesia de Navalho | População da freguesia de Navalho | População da freguesia de Navalho | População da freguesia de Navalho | População da freguesia de Navalho | População da freguesia de Navalho | População da freguesia de Navalho | População da freguesia de Navalho | População da freguesia de Navalho | População da freguesia de Navalho | População da freguesia de Navalho | População da freguesia de Navalho | População da freguesia de Navalho | População da freguesia de Navalho | População da freguesia de Navalho |
| --------------------------------- | --------------------------------- | --------------------------------- | --------------------------------- | --------------------------------- | --------------------------------- | --------------------------------- | --------------------------------- | --------------------------------- | --------------------------------- | --------------------------------- | --------------------------------- | --------------------------------- | --------------------------------- | --------------------------------- |
| 1864                              | 1878                              | 1890                              | 1900                              | 1911                              | 1920                              | 1930                              | 1940                              | 1950                              | 1960                              | 1970                              | 1981                              | 1991                              | 2001                              | 2011                              |
| 252                               | 269                               | 217                               | 229                               | 243                               | 215                               | 192                               | 227                               | 267                               | 259                               | 116                               | 154                               | 119                               | 130                               | 96                                |